# Sycamore (comtat de Sequoyah)
Sycamore és una concentració de població designada pel cens del Comtat de Sequoyah, a l'estat d'Oklahoma, als Estats Units d'Amèrica. Segons el cens dels Estats Units del 2000 tenia 150 habitants.

## Demografia
Segons el cens del 2000 Sycamore tenia 150 habitants, 61 habitatges, i 43 famílies. La densitat de població era de 8,2 habitants per km².
Dels 61 habitatges en un 23% hi vivien nens de menys de 18 anys, en un 60,7% hi vivien parelles casades, en un 8,2% dones solteres, i en un 29,5% no eren unitats familiars. En el 27,9% dels habitatges hi vivien persones soles el 13,1% de les quals corresponia a persones de 65 anys o més que vivien soles. El nombre mitjà de persones vivint en cada habitatge era de 2,46 i el nombre mitjà de persones que vivien en cada família era de 3,05.
Per edats la població es repartia de la següent manera: un 25,3% tenia menys de 18 anys, un 10% entre 18 i 24, un 18,7% entre 25 i 44, un 29,3% de 45 a 60 i un 16,7% 65 anys o més.
L'edat mediana era de 41 anys. Per cada 100 dones de 18 o més anys hi havia 96,5 homes.
La renda mediana per habitatge era de 35.250 $ i la renda mediana per família de 35.417 $. Els homes tenien una renda mediana de 53.750 $ mentre que les dones 20.500 $. La renda per capita de la població era de 10.399 $. Entorn del 7,9% de les famílies i el 16,3% de la població estaven per davall del llindar de pobresa.